# 双弓齿丽鱼属
雙弓齒麗魚屬，是條鰭魚綱䲁形目麗魚科下的一個屬。

## 分類
本屬屬於褶唇麗魚亞科，目前被認可的種如下：
- 美麗雙弓齒麗魚 Diplotaxodon aeneus
- 天竺雙弓齒麗魚 Diplotaxodon apogon
- 銀雙弓齒麗魚 Diplotaxodon argenteus
- 埃氏雙弓齒麗魚 Diplotaxodon ecclesi
- 格氏雙弓齒麗魚 Diplotaxodon greenwoodi
- 沼澤雙弓齒麗魚 Diplotaxodon limnothrissa
- 大眼雙弓齒麗魚 Diplotaxodon macrops